# Madirac
Madirac – miejscowość i gmina we Francji, w regionie Nowa Akwitania, w departamencie Żyronda.
Według danych na rok 1990 gminę zamieszkiwało 136 osób, a gęstość zaludnienia wynosiła 73 osób/km² (wśród 2290 gmin Akwitanii Madirac plasuje się na 1040. miejscu pod względem liczby ludności, natomiast pod względem powierzchni na miejscu 1569.).